# Hausritterorden vom Heiligen Georg

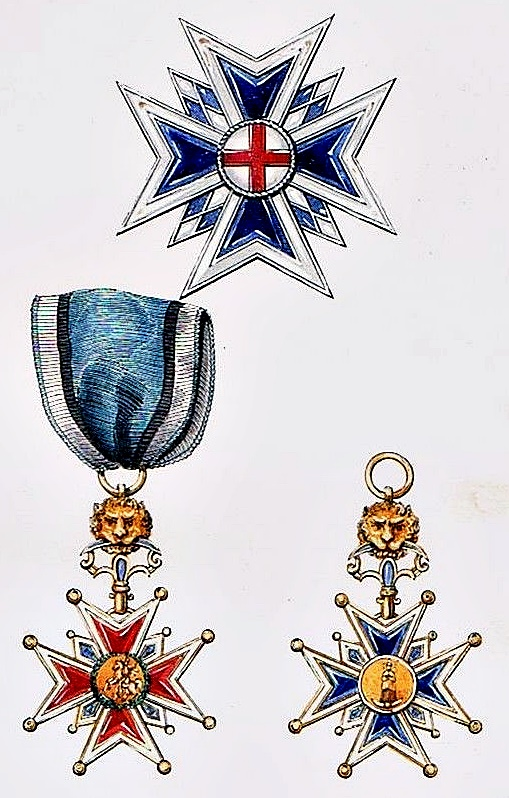
Historische Darstellung der Ordensinsignien um 1840 (oben Ordensstern, darunter das Ritterkreuz mit Vorder- und Rückseite)

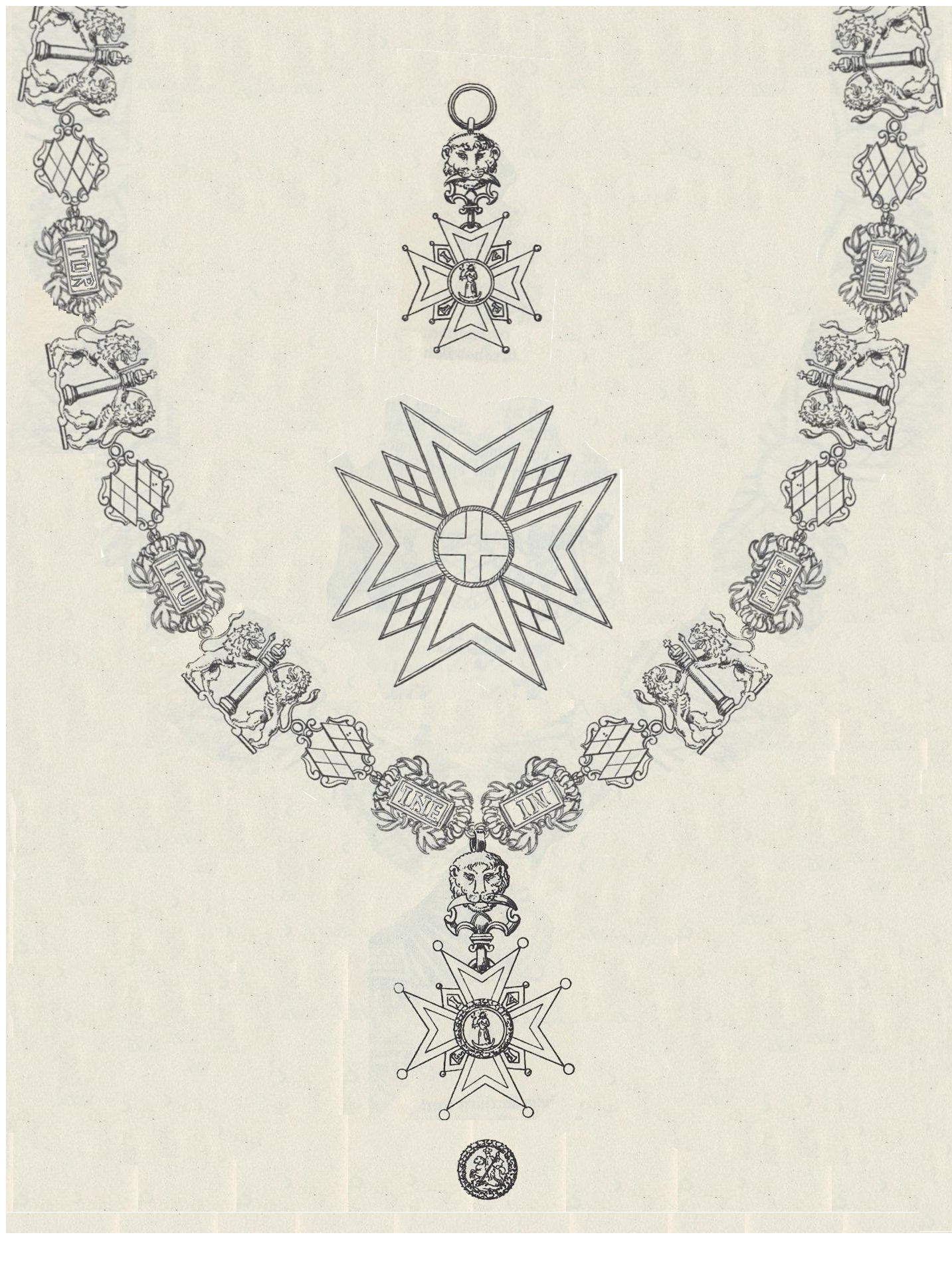
Ordensinsignien

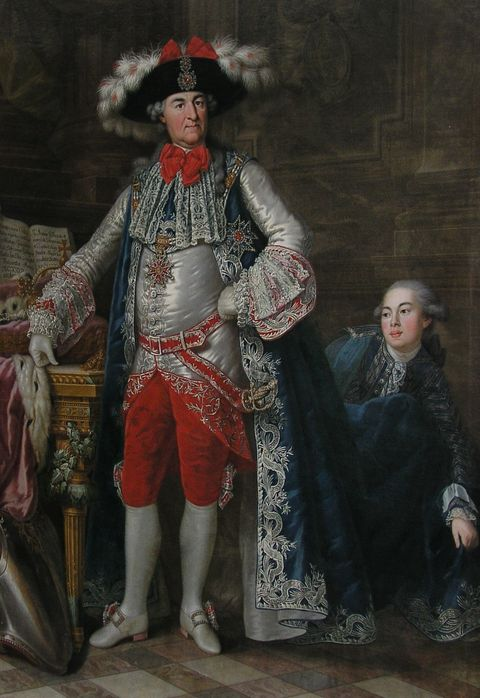
Kurfürst Carl Theodor im Ordensgewand eines Großmeisters des St. Georg-Ordens, Anonymus nach einem Gemälde von Anton Hickel, Stadtmuseum Landeshauptstadt Düsseldorf

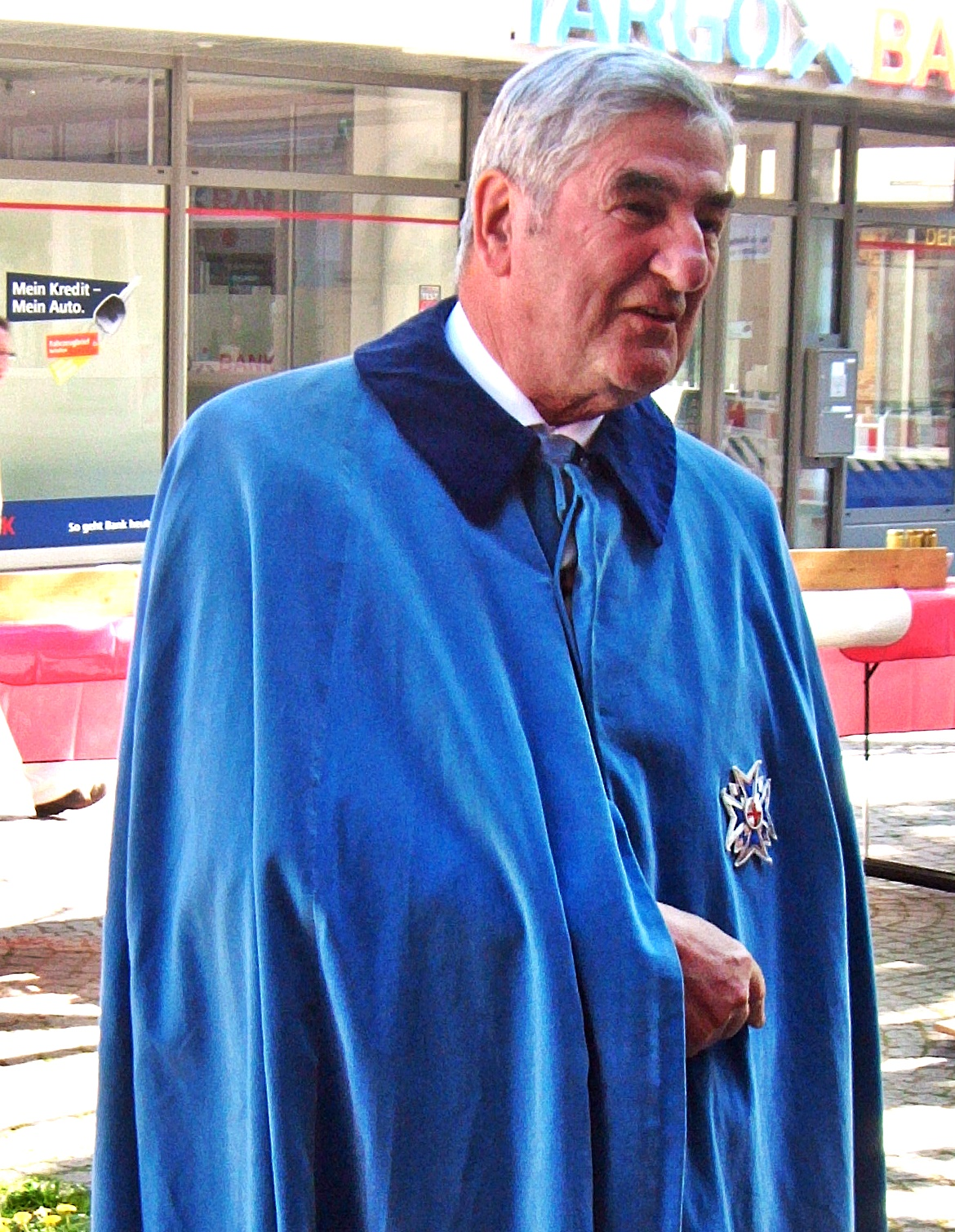
Alois Konstantin zu Löwenstein-Wertheim-Rosenberg im Ordensmantel der Bayerischen Georgsritter (2016)

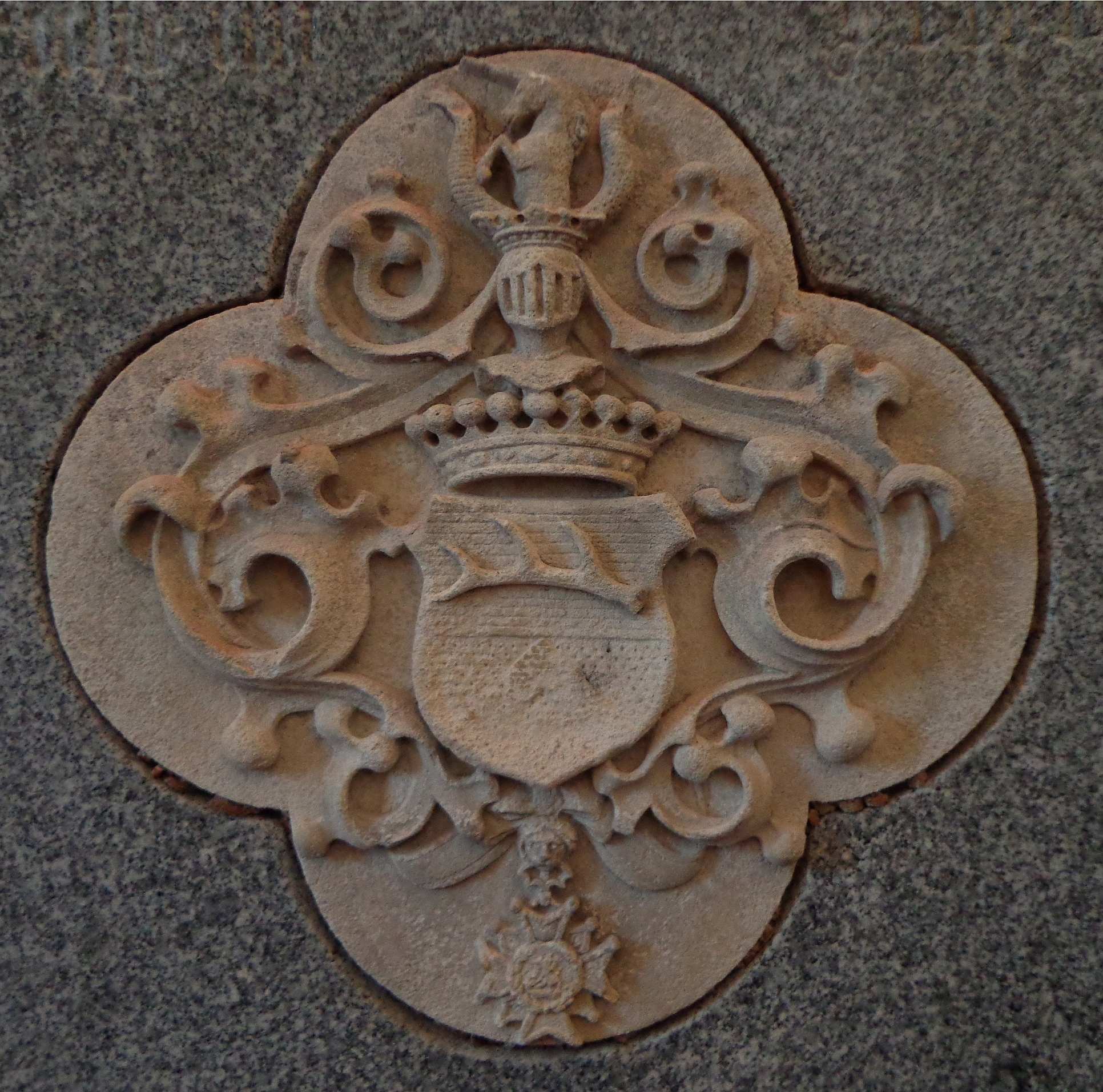
Familienwappen der Grafen Joner auf Tettenweis mit Darstellung der Insigne des Hausritterordens vom Hl. Georg

Der Hausritterorden vom Heiligen Georg, kurz Georgsorden, ist ein als Hausorden der bayerischen Kurfürsten 1729 gegründeter Ritterorden. Benannt ist er nach dem Heiligen Georg, dem Schutzpatron der Ritter. Anwärter auf den Orden mussten eine Adelsprobe nachweisen. Der Georgsorden besteht nach dem Ende des Königreichs Bayern bis heute als Hausorden des Hauses Wittelsbach.

## Geschichte
Der Orden wurde angeblich bereits während der Kreuzzüge im 12. Jahrhundert gegründet; im Jahr 1494 sei er vom römisch-deutschen König Maximilian I. in Vorbereitung eines Feldzugs gegen die Osmanen erneuert worden. Damit nahm man Bezug auf den erloschenen St. Georgs-Orden. Kurfürst Karl Albrecht griff diese Tradition auf, als er die von ihm am 24. April 1729 vorgenommene Stiftung des Ordens als „Wiedererneuerung“ jenes alten Ordens bezeichnete. Zu dieser Zeit war das bayerische Kurhaus das einzige ohne eigenen Hausritterorden. Die Habsburger verfügten über den Orden vom Goldenen Vlies, Kursachsen-Polen über den Weißen, Kurbrandenburg-Preußen über den Schwarzen Adlerorden, Kurpfalz über den Hubertusorden und Kurhannover (in Personalunion mit Großbritannien) über den Order of the Bath. Auch die Fürsten von Salzburg (Ruperti-Ritterorden), Württemberg (Jagdorden), Durlach (Ordre de la Fidélité) und Bayreuth (Ordre de la Sincérité) hatten Anfang des 18. Jahrhunderts eigene Orden gestiftet. Der Orden wurde von Papst Benedikt XIII. durch Bulle vom 18. März 1728 bestätigt. Der Papst verlieh ihm alle Privilegien des Deutschen Ordens, die Ritter mussten sich in ihrem Gelöbnis zur Verteidigung der Unbefleckten Empfängnis Mariens verpflichten. Nach dem Erlöschen der bayerischen Kurlinie im Jahr 1778 wurde der Orden von Kurfürst Karl Theodor als pfalzbayrischer Orden anerkannt. Maximilian I. Joseph erhob den Georgsorden nach dem Hubertusorden zum zweiten Orden Bayerns und König Ludwig I. versah ihn am 25. Februar 1827 mit umfassenden Statuten. Er galt „als eigentlicher Ahnen-Orden für diejenigen Familien […], welche den Glanz ihres alten Adels und ihre Stiftfähigkeit bewahren“ wollten. Schließlich wurde der Ritterorden unter König Ludwig II. am 17. April 1871 im Geist seiner Zeit reorganisiert, indem als Zweck des Ordens an die Stelle der „Verteidigung des christkatholischen Glaubens“ die Ausübung der Werke der Barmherzigkeit gesetzt wurden.

## Organisation
Bei der Stiftung lehnte sich Karl Albrecht weniger an die Hausorden als an den Malteserorden mit seiner Organisation in Zungen, Großpriorate und Komtureien an. Der Georgsorden hatte zwei Zungen oder Klassen, die deutsche und die fremde. In zweitere wurden alle Mitglieder eingeordnet, in deren Stammbaum Vorfahren aus „nicht für deutsch gehalten[en]“ Familien erschienen. 1741 kam eine dritte Klasse hinzu, die der ritterbürtigen Geistlichen.
An der Spitze des Ordens standen der Großmeister (Kurfürst, später König) und die Großprioren (Prinzen), die formal einem Großpriorat (Ober-, Niederbayern, Oberpfalz, später auch Franken) vorstanden.
Offiziere waren der Großkanzler, der Schatzmeister und der Zeremonienmeister sowie deren Stellvertreter. Gewählt wurden sie vom Kapitel aus Großkomturen und Komturen, dem höchsten Organ und Ehrengericht des Ordens, das jährlich an Mariä Empfängnis (8. Dezember) und am Georgstag (24. April) stattfand. Es entschied auch über Neuaufnahmen.
Die Mitglieder teilten sich auf 6 Großkomture (Großkreuz-Ritter), 12 Komture und Ritter auf, die Zahl der jährlichen Neuaufnahmen war auf 6 beschränkt. Freie Großkomtur- und Komturstellen wurden alternierend vom Großmeister (de grâce) und nach Alter (de justice) aus den deutschen Komturen bzw. Rittern nachbesetzt. Darüber hinaus konnte der Großmeister Großkomtur- und Komturkreuze ad honores an Ritter vergeben, die Inhaber waren jedoch vom Kapitel ausgeschlossen. Der Ordenskandidat musste eine Adelsprobe von acht väterlichen und acht mütterlichen adeligen Ahnen nachweisen und mindestens 25 Jahre alt sein.
Höchster Ordensgeistlicher war der Ordenspropst. Das Amt war ab 1733 verbunden mit der Stiftspropstei St. Wolfgang am Burgholz. Dieser Propst bekleidete als oberster Geistlicher der Ordensgemeinschaft eine angesehene Ehrenstellung am kurfürstlichen Hof und war infuliert, das heißt, er besaß ehrenhalber das Recht, eine bischöfliche Mitra zu tragen. Von 1774 bis 1789 hatte dieses Amt Joseph Ferdinand Guidobald von Spaur inne, der 1780 Titularbischof von Abila in Palaestina wurde und 1789 zum Münchner Hofbischof avancierte. Letzter Ordenspropst vor der Säkularisation war ab 1789 Graf Damian Hugo Philipp von Lehrbach (1738–1815), der schon bei der Ordensversammlung vom 23. April 1782, eine Druck erschienene Festpredigt, in Anwesenheit von Papst Pius VI. gehalten hatte, welcher als in München weilender Gast daran teilnahm.
Nach dem Ersten Weltkrieg und dem Ende der Monarchie im Königreich Bayern konnte sich der Orden durch seinen Charakter als Hausorden bis heute als karitative Vereinigung erhalten. Großmeister ist stets der Chef des Hauses Wittelsbach, männliche Mitglieder des ehemaligen königlichen Hauses werden im Rang von Großprioren aufgenommen. Derzeitiger Großmeister ist Franz von Bayern, Ordenskanzler Christoph Schenk Graf von Stauffenberg.

## Ordensdekoration
Das Ordenszeichen ist ein achtspitziges Malteserkreuz mit kleinen Kugeln auf den Kreuzspitzen. Die rote Vorderseite zeigt den Heiligen Georg von einem Lorbeerkranz umschlossen, sowie die Buchstaben I. V. P. F. („justus ut palma florebit“: „Der Gerechte sprießt wie die Palme.“ – Ps 92,13 ). Auf der himmelblauen Rückseite ist im goldenen Medaillon das Bildnis der auf einem Mond stehenden Jungfrau Maria zu sehen. In den Kreuzwinkeln die Buchstaben V. I. B. I. („virgini immaculatae Bavaria immaculata“: „der unbefleckten Jungfrau das unbefleckte Bayern“). Die blaue Seite wurde von Mariä Empfängnis bis zum Vorabend des Georgstags nach außen getragen, die übrige Zeit die rote.
Das Ordensband ist himmelblau, am Rand weiß und dunkelblau eingefasst, das durch einen Löwenkopf das Insigne hält. Die Großkomture tragen das Band von der rechten zur linken Körperseite und auf der Brust den himmelblauen, achtspitzigen, silbern eingefassten Stern mit bayrischen Wecken in den Winkeln, in dessen Mitte ein silberner Schild mit rotem Kreuz, die Komture das Kreuz am Hals und den Stern, die Ritter das Kreuz am Hals ohne Stern. An den Ordensfesten (24. April und 8. Dezember) tragen die Ordensmitglieder eine besondere Ordenstracht und das Kreuz an der Collane.
Die Zeremoniekleidung bestand aus einem hellblauen Samttalar mit weißer Seiden- und Hermelinausfütterung. Weiße atlasseidene Beinkleider, seidene weiße Strümpfe und ebensolche Schuhe mit Rosetten vervollständigten die Kleidung.

## Staatswappen
Der Georgsorden war einer der vier königlich bayerischen Orden, die im Staatswappen abgebildet waren.

Großes Wappen des Königreichs Bayern mit den Collanen der vier höchsten Orden (von oben nach unten):
1. Hubertusorden
2. Hausritterorden vom Heiligen Georg
3. Militär-Max-Joseph-Orden
4. Verdienstorden der Bayerischen Krone

## Verleihungszahlen
siehe auch: Kategorie:Träger des Bayerischen Georgsordens

### 1806 bis 1918
| Ordensklasse        | Verleihungen |
| ------------------- | ------------ |
| Großprior           | 14           |
| Großkomtur          | 92           |
| Komtur              | 82           |
| Ritter              | 288          |
| St. Georgs-Medaille | 75           |

### 1918 bis 1986
| Ordensklasse | Verleihungen |
| ------------ | ------------ |
| Großprior    | 7            |
| Großkomtur   | 59           |
| Komtur       | 76           |
| Ritter       | 145          |

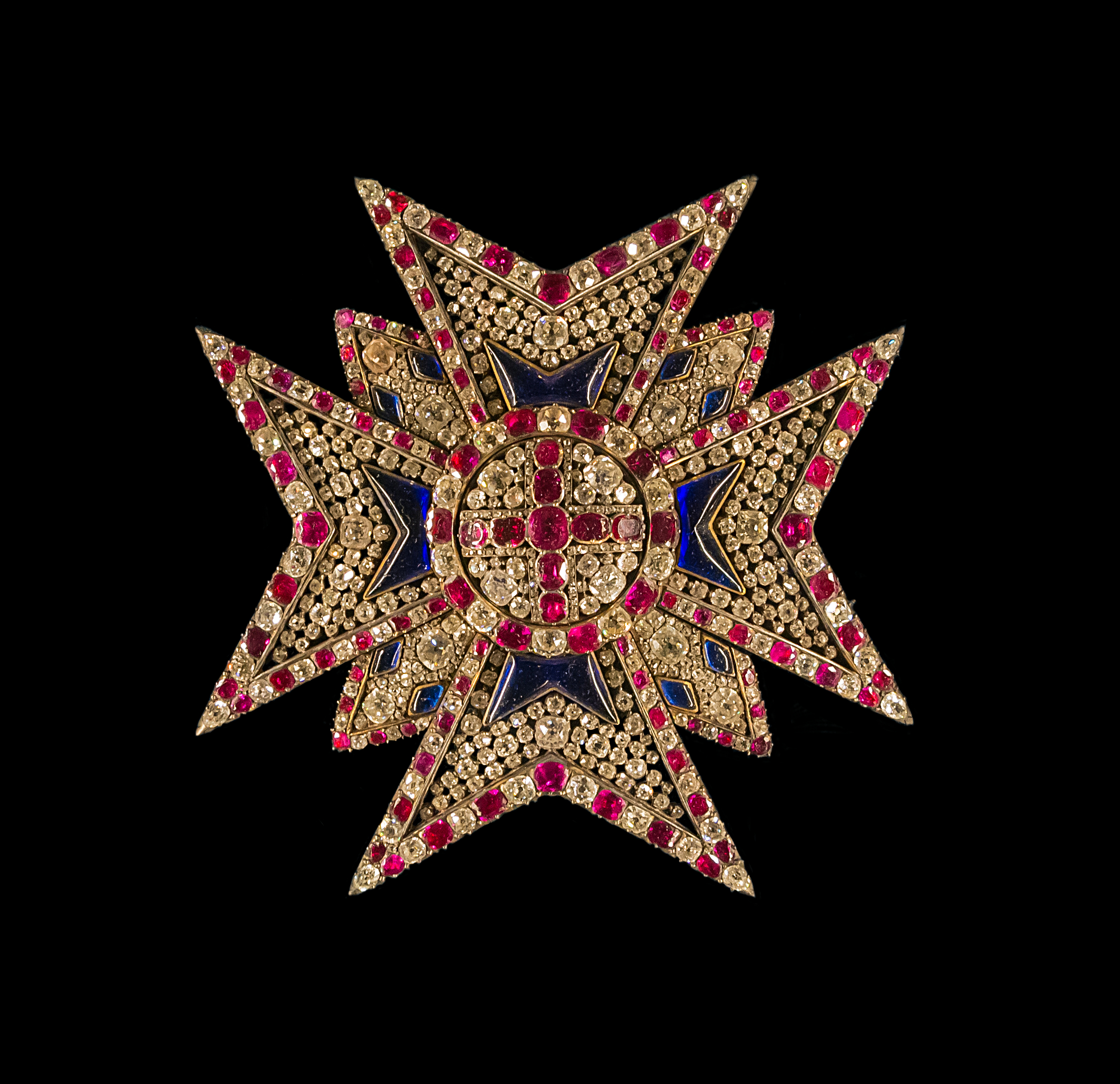
Brillantierter Ordensstern des Georgsordens, Residenz-Schatzkammer, München
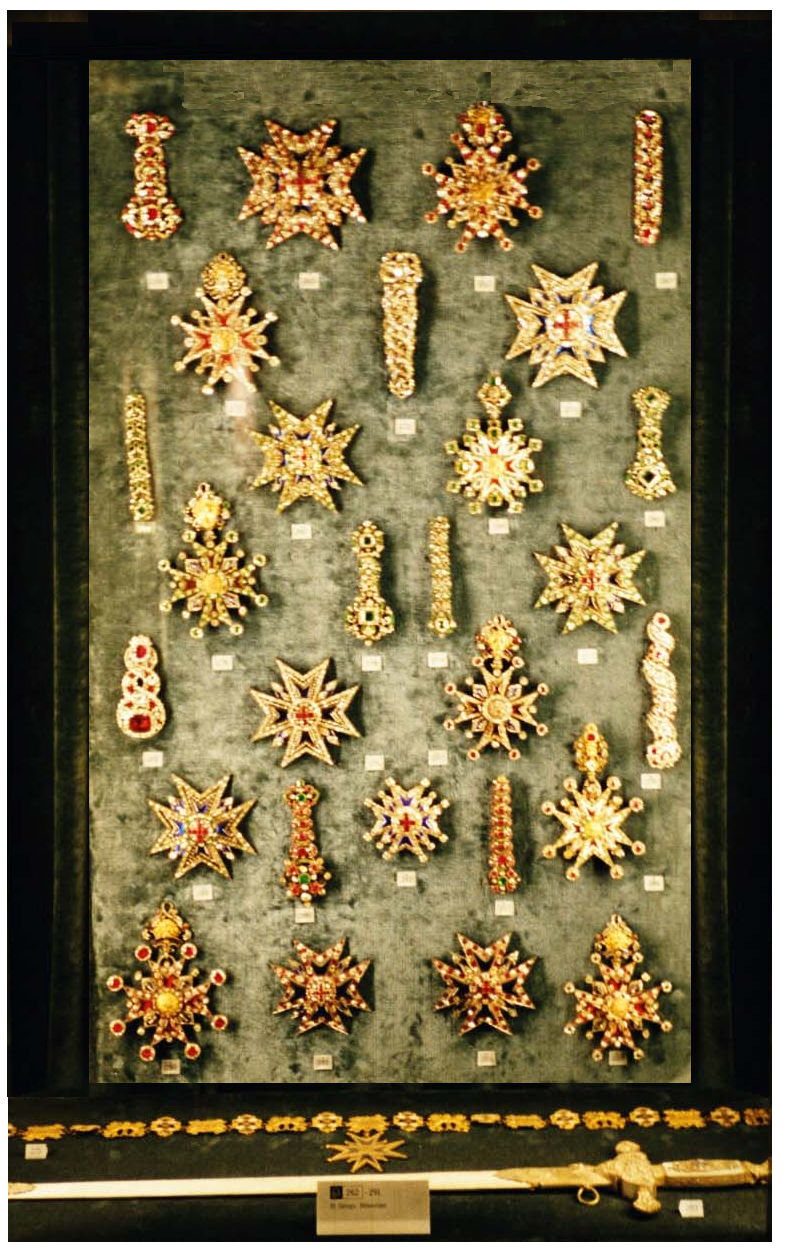
Ordenssterne aus der Schatzkammer der Münchner Residenz
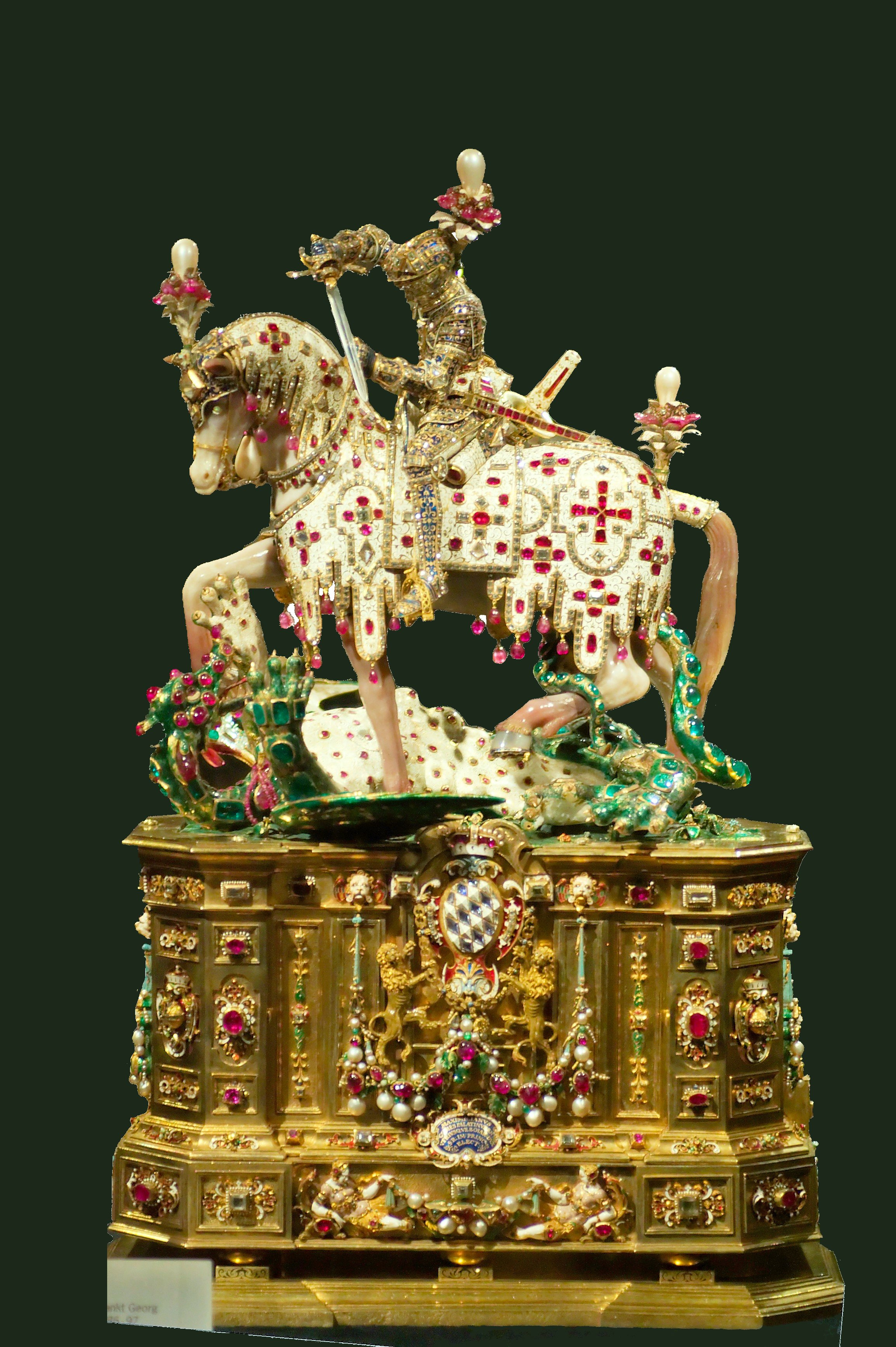
Statue des Heiligen Georg, Schatzkammer München, um 1590
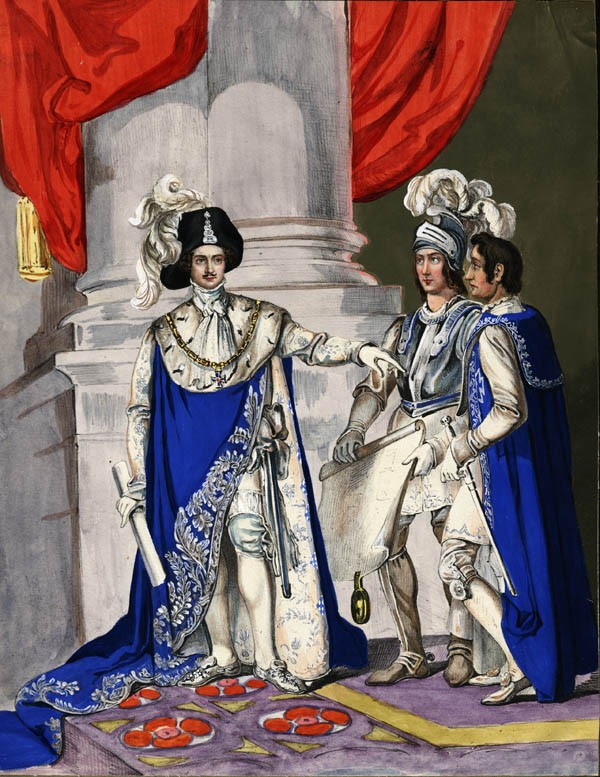
Prinz Carl als 2. Großprior, mit einem Kandidaten und einem Ritter
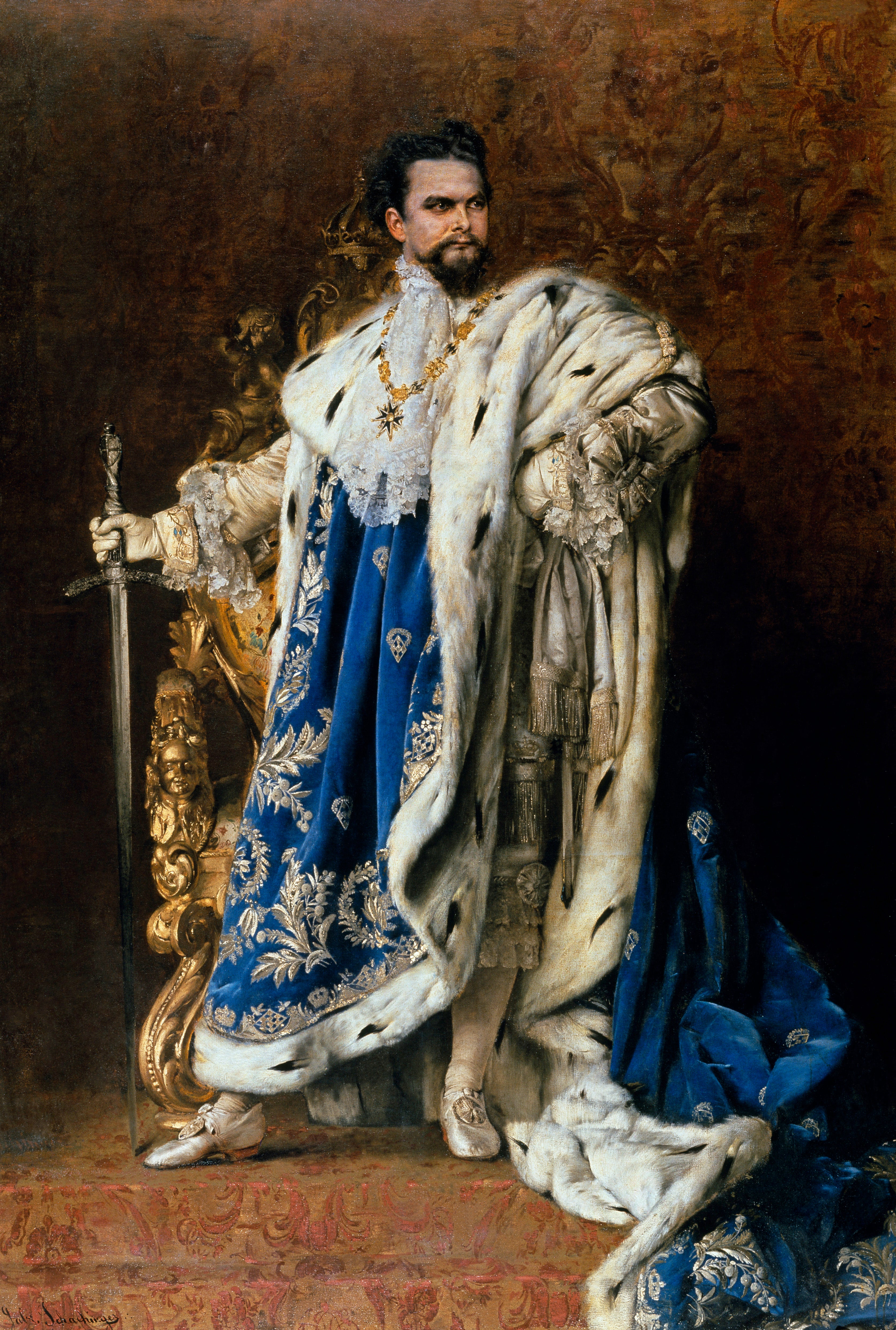
Ludwig II. als Großmeister
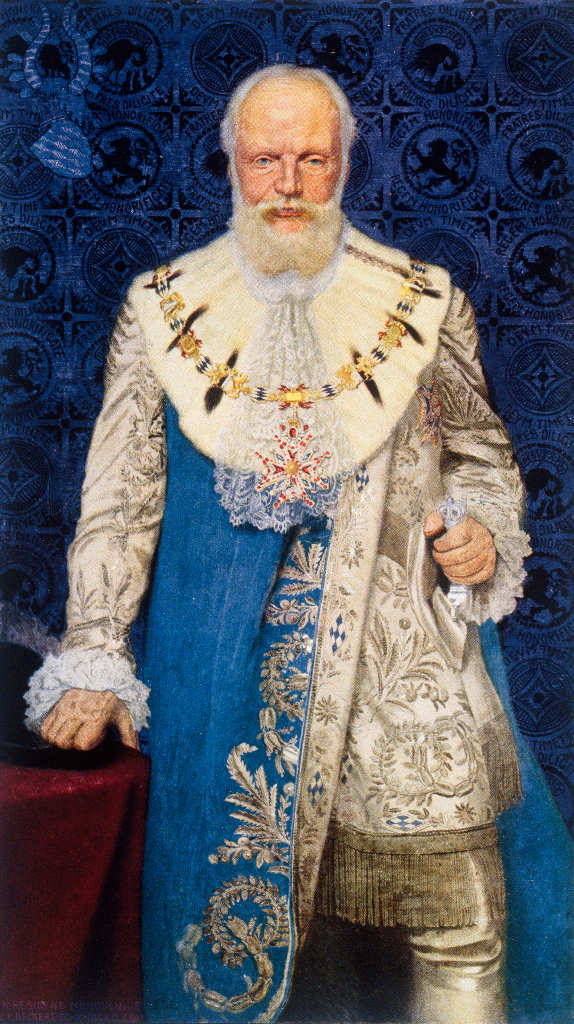
Ludwig III. als Großmeister